# تابوجمعيت (الصباحات)
تابوجمعيت هو دُوَّار يقع بجماعة مسكالة، إقليم الصويرة، جهة مراكش آسفي في المملكة المغربية. ينتمي الدوّار لمشيخة الصباحات التي تضم 4 دواوير. يقدر عدد سكانه بـ 577 نسمة حسب الإحصاء الرسمي للسكان والسكنى لسنة 2004.

## روابط خارجية
- البوابة الوطنية للجماعات الترابية نسخة محفوظة 12 مارس 2018 على موقع واي باك مشين.
- المندوبية السامية للتخطيط